# Пілар Барріль
Пілар Барріль (ісп. Pilar Barril; 10 жовтня 1931 — 30 вересня 2011) — колишня іспанська тенісистка.
Здобула 5 одиночних титулів.
Найвищим досягненням на турнірах Великого шолома були півфінали в змішаному парному розряді.

## Фінали

### Одиночний розряд (5–7)
| Результат | Ранг | Дата              | Турнір                         | Покриття | Суперниця          | Рахунок       |
| --------- | ---- | ----------------- | ------------------------------ | -------- | ------------------ | ------------- |
| Поразка   | 1.   | 29 серпня 1954    | S'Agaró International, Іспанія | Ґрунт    | Головна сторінка   | 4–6, 2–6      |
| Поразка   | 2.   | 26 грудня 1954    | Барселона, Іспанія             | Ґрунт    | Головна сторінка   | 3–6, 3–6      |
| Поразка   | 3.   | 6 червня 1960     | Барселона, Іспанія             | Ґрунт    | Гезер Бревер-Сеґал | 1–6, 1–6      |
| Перемога  | 4.   | 2 січня 1961      | Валенсія, Іспанія              | Ґрунт    | Лючія Бассі        | 6–0, 6–4      |
| Поразка   | 5.   | 30 липня 1961     | Evian, Франція                 | Ґрунт    | Росі Реєс          | 2–6, 5–7      |
| Перемога  | 6.   | 10 червня 1962    | Барселона, Іспанія             | Ґрунт    | Мері Говтон        | 6–2, 2–6, 7–5 |
| Поразка   | 7.   | 1 січня 1963      | Валенсія, Іспанія              | Ґрунт    | Carmen Coronado    | 2–6, 2–6      |
| Поразка   | 8.   | 9 жовтня 1963     | Сан-Себастьян, Іспанія         | Ґрунт    | Mary Habicht       | 6–3, 4–6, 2–6 |
| Перемога  | 9.   | 10 серпня 1964    | Лісабон, Португалія            | Ґрунт    | Фей Тойн           | 6–2, 6–2      |
| Перемога  | 10.  | 4 жовтня 1964     | Барселона, Іспанія             | Ґрунт    | Роберта Бельтраме  | 6–4, 5–7, 6–4 |
| Поразка   | 11.  | 15 листопада 1964 | Барселона, Іспанія             | Ґрунт    | Фей Тойн           | 1–6, 1–6      |
| Перемога  | 12.  | 13 листопада 1966 | Барселона, Іспанія             | Ґрунт    | Марія Хосе Обет    | 6–2, 6–4      |

### Парний розряд (2–5)
| Результат | Ранг | Дата              | Турнір               | Покриття | Партнерка          | Суперниці                                 | Рахунок       |
| --------- | ---- | ----------------- | -------------------- | -------- | ------------------ | ----------------------------------------- | ------------- |
| Поразка   | 1.   | жовтень 1953      | Барселона, Barcelona | Ґрунт    | Alicia Guri        | María Josefa de Riba Isabel Maier         | 5–7, 1–6      |
| Поразка   | 2.   | 30 грудня 1956    | Барселона, Іспанія   | Ґрунт    | Alicia Guri        | Едда Будінг Ільзе Будінг                  | 3–6, 2–6      |
| Перемога  | 3.   | 6 червня 1960     | Барселона, Іспанія   | Ґрунт    | Carmen Coronado    | Alicia Guri Mercedes Solsona              | 6–1, 8–6      |
| Перемога  | 4.   | 11 червня 1961    | Барселона, Іспанія   | Ґрунт    | Carmen Coronado    | Ана Марія Есталелла Peggy Templer         | 8–6, 6–0      |
| Поразка   | 5.   | 26 квітня 1964    | Мадрид, Іспанія      | Ґрунт    | Hedie Schildknecht | Ана Марія Есталелла Marta Pombo de Pereda | 6–4, 2–6, 1–6 |
| Поразка   | 6.   | 7 червня 1964     | Барселона, Іспанія   | Ґрунт    | Елена Субіратс     | Carmen Coronado Ана Марія Есталелла       | 2–6, 4–6      |
| Поразка   | 7.   | 15 листопада 1964 | Барселона, Іспанія   | Ґрунт    | Alicia Guri        | Carmen Coronado Фей Тойн                  | 3–6, 1–6      |

### Мікст (1–2)
| Результат | Ранг | Дата           | Турнір                         | Покриття | Партнерка        | Суперниці                            | Рахунок       |
| --------- | ---- | -------------- | ------------------------------ | -------- | ---------------- | ------------------------------------ | ------------- |
| Поразка   | 1.   | 29 серпня 1954 | S'Agaró International, Іспанія | Ґрунт    | François Garnero | Emilio Martínez María Josefa de Riba | 2–6, 6–3, 4–6 |
| Перемога  | 2.   | 1 січня 1956   | Валенсія, Іспанія              | Ґрунт    | Антоніо Маджі    | Едда Будінг Cesare Guercilana        | 8–6, 6–0      |
| Поразка   | 3.   | 2 січня 1961   | Валенсія, Іспанія              | Ґрунт    | Хосе Луїс Арілья | Ана Марія Есталелла Antonio Martínez | 2–6, 6–2, 6–8 |

## Часова шкала турнірів Великого шлему в одиночному розряді
| W | Ф | ПФ | ЧФ | #Р | КТ | К# | DNQ | A | NH |

| Турнір                                 | 1953  | 1954  | 1955  | 1956  | 1957  | 1958  | 1959  | 1960  | 1961  | 1962  | 1963  | 1964  | 1965  | 1966  | В-П     |
| -------------------------------------- | ----- | ----- | ----- | ----- | ----- | ----- | ----- | ----- | ----- | ----- | ----- | ----- | ----- | ----- | ------- |
| Відкритий чемпіонат Австралії з тенісу |       |       |       |       |       |       |       |       |       |       |       |       |       |       | 0 / 0   |
| Відкритий чемпіонат Франції з тенісу   | 1р    | 2р    |       | 1р    | 3р    | 1р    | 2р    | 1р    | ЧФ    | 2р    |       | 1р    | 1р    | 3р    | 8 / 10  |
| Вімблдонський турнір                   |       |       |       | 2р    | 1р    | 2р    | 2р    | 2р    | 1р    | 2р    |       | 2р    | 1р    |       | 2 / 10  |
| Відкритий чемпіонат США з тенісу       |       |       |       |       |       |       |       |       |       | 2р    |       |       |       |       | 1 / 1   |
| В-П                                    | 0 / 1 | 1 / 1 | 0 / 0 | 0 / 2 | 2 / 2 | 1 / 2 | 2 / 2 | 0 / 1 | 3 / 2 | 0 / 2 | 0 / 1 | 0 / 1 | 0 / 2 | 1 / 1 | 10 / 20 |